# Volta à Noruega

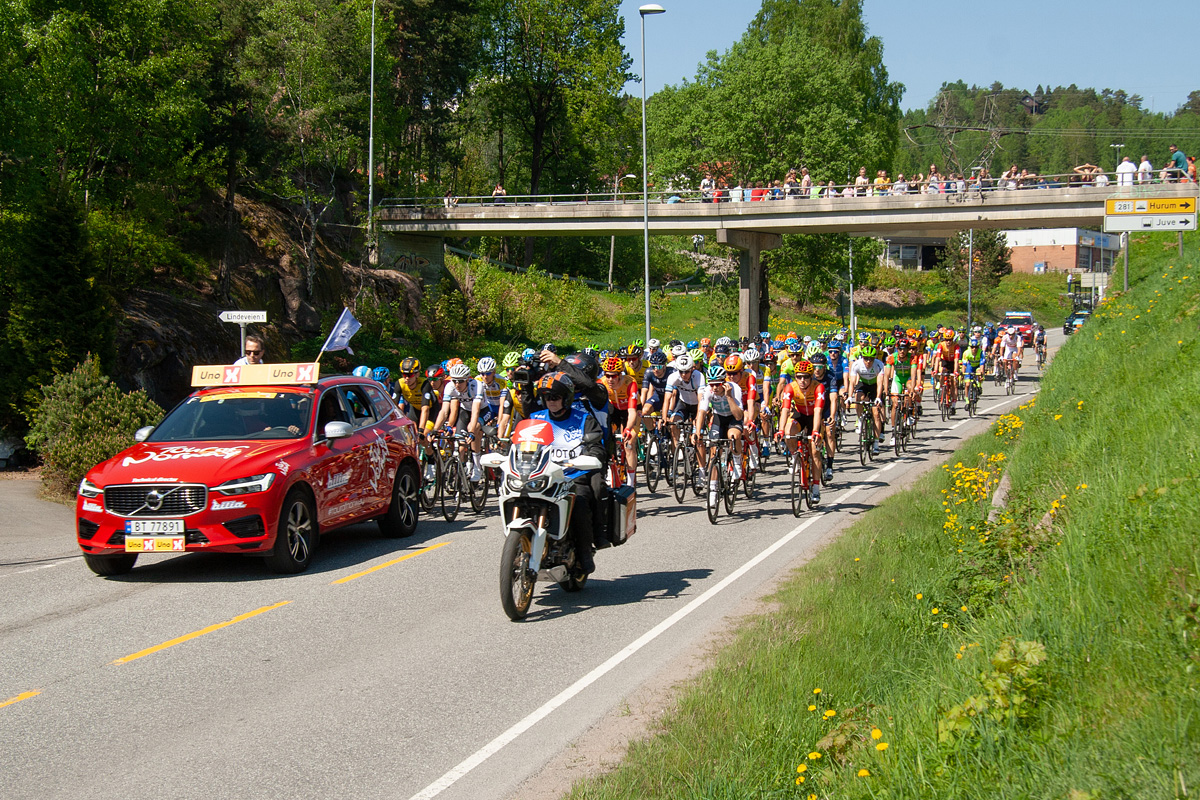
Volta à Noruega de 2018: Partida da 1.ª etapa em Svelvik

A Volta à Noruega é uma corrida de ciclismo por etapas que se disputa anualmente na Noruega. É considerada a sucessora da corrida por etapas Ringerike GP, que hoje é uma corrida de um dia. Foi iniciado em 2011 como resultado do aumento do interesse pelo ciclismo na Noruega, principalmente devido aos bons resultados dos ciclistas profissionais Thor Hushovd e Edvald Boasson Hagen. A corrida esteve classificada como 2.HC no UCI Europe Tour e faz parte do UCI ProSeries desde 2020.
A partir da temporada de 2019, a corrida se fundiu com o Tour des Fjords para formar uma nova corrida por etapas de seis dias que cobre todos os condados do sul da Noruega; a corrida só havia sido realizada no leste da Noruega. A primeira edição da nova corrida foi realizada de 28 de maio a 2 de junho de 2019.

## Palmarés
| Ano  | Vencedor             | Segundo              | Terceiro              |           |
| ---- | -------------------- | -------------------- | --------------------- | --------- |
| 2011 | Wilco Kelderman      | Daniel Foder         | Vegard Robinson Bugge |           |
| 2012 | Edvald Boasson Hagen | Simon Clarke         | Lars Petter Nordhaug  |           |
| 2013 | Edvald Boasson Hagen | Sérgio Paulinho      | Sondre Holst Enger    |           |
| 2014 | Maciej Paterski      | Marc de Maar         | Bauke Mollema         |           |
| 2015 | Jesper Hansen        | Edvald Boasson Hagen | David López García    |           |
| 2016 | Pieter Weening       | Edvald Boasson Hagen | Sondre Holst Enger    |           |
| 2017 | Edvald Boasson Hagen | Simon Gerrans        | Pieter Weening        |           |
| 2018 | Eduard Prades        | Alexander Kamp       | Edvald Boasson Hagen  |           |
| 2019 | Alexander Kristoff   | Kristoffer Halvorsen | Edvald Boasson Hagen  |           |
| 2020 | cancelado            | cancelado            | cancelado             | cancelado |
| 2021 | Ethan Hayter         | Ide Schelling        | Mike Teunissen        |           |
| 2022 | Remco Evenepoel      | Jay Vine             | Luke Plapp            |           |
| 2023 | Ben Tulett           | Magnus Sheffield     | Thibau Nys            |           |
| 2024 | Axel Laurance        | Bart Lemmen          | Ådne Holter           |           |

## Palmarés por países
Atualizado após edição de 2023
| País          | Vitórias |
| ------------- | -------- |
| Noruega       | 4        |
| Reino Unido   | 2        |
| Países Baixos | 2        |
| Bélgica       | 1        |
| Dinamarca     | 1        |
| Polónia       | 1        |
| Espanha       | 1        |